# 古川登志夫
古川 登志夫（ふるかわ としお、1946年〈昭和21年〉7月16日 - ）は、日本の声優、俳優、ナレーター。元大阪芸術大学短期大学部教授。青二プロダクション所属。妻は同じく声優の柿沼紫乃。

## 来歴

### 生い立ち
栃木県栃木市（旧下都賀郡大平町）出身。農家の10男5女の15人兄弟の末っ子として誕生。古川自身は「僕ぁ、田舎育ちで……」と、声優界の千昌夫を自認し、気取らないところが、人間味あふれており、人を魅きつけているという。長兄の善一郎は太平洋戦争時に重巡洋艦鳥海の機関砲手を務めていたが、艦が爆撃を受けてフィリピン海で没し、古川が生まれる前に22歳で戦死している。古川が生まれた時、両親が「この子は善一郎の生まれ変わりだ」と言っていたという。小さいころはいい子で、「神童」と言われており、住んでいた家の前に、新しい道があったことから、「新道（通称、神童）」と呼ばれていた。そのころから人前でヒョーキンなことをしているような陽性の面があったという。小学校卒業後、早くも兄を頼って上京、その兄の勤務地が変わる度に転校し、東京都、千葉県の4つの中学校を転々としていた。小学校時代から、漠然と「俳優になってみよう」、と考えており、「お金儲けができて、早く親を安心させることができる」と思ったからかもしれないという。

### 役者になるきっかけ
古川が芸能界を目指すことになったきっかけを作ってくれたのも、東京都で働いていた兄の忠治で、「何かひょうきんでおもしろいからそういうことをやらせよう」と東京から児童劇団のパンフレットを送ってきた。そのパンフレットに掲載されていた子役が、当時普及し始めたばかりのテレビでよく観ていた『月光仮面』の出演者が多数掲載されていたため興味を持ち、中学1年生のころ、12歳で劇団日本児童に入団することになった。それまでは、銀行員になるつもりでいたという。当初は栃木から東京へ通っていたが大変だったので、一年ほど経って親元を離れ東京の兄の元で暮らすようになった。とにかく坊主頭が嫌で、東京に出れば髪を伸ばせるということも動機になったとのこと。父の「田舎で銀行員になれ」という猛反対を押し切って、俳優への道を踏み出す。当時は映画やテレビドラマで端役で出演していた
東京都立第四商業高等学校に進学後は演劇部に所属しており、演劇部の先輩に富田耕生、関根信昭がいる。ある日、先輩に連れられて劇団手織座公演のマクシム・ゴーリキー作『どん底』の公演で初めて新劇を観てのめり込み「よし、俺はなんとかしても役者になるぞ……」、「あっこれがやりたいっ!」と演劇を志す。

### キャリア

#### 俳優として
大学は、演劇が学べる学科をということで1965年、日本大学芸術学部演劇学科に進学。役者志望と聞いて高校の教師も驚いていたが、それ以上に故郷の父が目を丸くしていたという。在学中は、新劇史は秋庭太郎の授業を選考し、殺陣同志会に在籍した。当時は、仲間と組んでコンビ、トリオで、キャバレーのフロアシューに出演、小遣い、学費を稼ぎ出していた。チャンバラトリオのようなショーをストリップショーの合間にしており、刀、槍などの小道具は大学からちょいちょい無断借用させてくれた。そのショーの台本はいつも書いており、興がのるとひと晩に何本も書いていたという。自身の特技にも殺陣と書かれている。このため『ジャンボーグA』『ファイヤーマン』では怪獣の中に入っていたという記述もあるが、本人は自身のホームページで、声での出演履歴であり、スーツアクター経験を否定している。また声優アニメディアのインタビューでも怪獣のスーツアクターもしていたという情報は間違いであり、役者として、そういう特撮作品には出演していたと語っている。大学中退後に舞台俳優になろうと劇団櫂に参加。当初は劇団青年座に入団したかったが、中田浩二や中堅の人物たちが青年座を退団していたのを新聞で見ていたこともあり、当時中田が募集していた1期生に応募して入団したという。同時に、貧乏生活のスタートでもあり、この劇団が食べていけず、困るほどの金のない毎日だった。当時は新劇青年のお決まりコース、ウェイター、東京都新宿区のバーテン、コック見習いと、思い出せないくらいあらゆるアルバイトをしていた。高校時代に「クラシックギターの手ほどきを受けたことがある」と聞いていた友人が、東京都港区新橋のバーの弾き語りの仕事を見つけてくれた。毎夜、深夜までギターをつま弾きながら、知っている限りの曲を歌っていた。実家に帰省するたび、父から「同級生は親に小遣いを渡すのに、おまえはまだ貰う側か」と小言を言われ、落ち込んだりもしていたという。

#### 声優として
その劇団の座長をやっていた中田浩二に誘われ、中田が出演していた海外ドラマを収録したスタジオを見学した際にディレクターやオーディションを紹介された。このことを古川は、「その劇団に入っていなかったら、たぶん、声優にはなっていなかった」と回想し、感謝していると述べている。大学には3年半在籍したが大学紛争（日大闘争）が激化、卒業制作の芝居を作りに登校したところバリケードで入り口が封鎖され大学構内に入ることができず、そのままフェードアウトした。
現代制作舎というプロダクションにも所属中の1975年前後には、『新宿警察』など実写のテレビドラマに出演。当時の本業では食べていけず、アルバイトも掛け持ちしており、このことを「やりたいことを疑わず、いつかどこかでプロになれると思っていたからつらかったです」と回想している。声優として最初に出会った作品は25歳の時の東北新社提供の『FBIアメリカ連邦警察』、初レギュラーを『大草原の小さな家』と回想している。大学中退後は洋画のアテレコをしていたが、1974年にアニメ『ゼロテスター』の隊員役で声をあてている。古川自身はアニメ声優としてのデビューをアニメ初主演でもある1976年の『マグネロボ ガ・キーン』の北条猛役だと考えていた。30歳の時にのちの青二プロダクションの社長を経て、現・相談役の古市利雄に「新作のアニメを作るんだけれど、声優のオーディションを受けてみないか」と声をかけてきて、それまで、兵士Aなどの端役を演じたことがあったが、絶対に無理だろうと受けたオーディションで主役に抜擢され、以降アニメの仕事が一気に増えた。そのため、劇団の稽古に立てず舞台にも出られないため、永井一郎に誘われて、青二プロに移籍した。声優として、飛躍するきっかけを作ってくれた古市への恩義もあるという。参考にするため見学にいったスタジオで収録をしていた古谷徹の演技に衝撃を受けたという。二枚目から三枚目まで、幅広い役をこなす。
もともとは二枚目役を演じていたが、『うる星やつら』の諸星あたるで初の三枚目を担当。以降、二枚目半・三枚目が増えている。本人によると、役者・声優として大きな転機となったのは、初主演となった『マグネロボ ガ・キーン』の北条猛、初の三枚目役だった諸星あたる、悪役から改心して長期レギュラーとなった『ドラゴンボール』のピッコロ（マジュニア）、海外ドラマの『白バイ野郎ジョン&パンチ』のパンチだという。

#### その他の活動
声優業以外にも、1980年には「テーマ主義に立脚したオリジナル作品の上演」を標榜して劇団青杜（げきだんせいとう）を創立し、代表として多くの公演で作・演出を担当した（創作した戯曲は著作参照）。2003年に解散後も劇作活動を続けている。
1978年に古谷徹ら声優仲間とともにバンド「スラップスティック」を結成（古川はギター担当）し、数々の歌番組で歌を披露し、1986年まで活動した。

### 現在まで
2017年1月9日、テレビ朝日にて放映された『人気声優200人が本気で選んだ!声優総選挙!3時間SP』で第9位に選ばれる。
2019年4月より、青二プロダクション附属俳優養成所・青二塾東京校の塾長に就任。
2024年3月、『東京アニメアワードフェスティバル 2024』において「アニメ功労部門」を受賞し、第18回声優アワードで功労賞を受賞した。

## 人物
好きな言葉は「人との出会い」。

### 演技・声質
音域はA - F。自身の声をハイバリトンであると語り、演技に関しては「強い男の中にやさしさを盛り込む」といったような、「古川が演じたらどうなるか」というプラスαの演技を常に心掛けている。方言は栃木弁。

### 人柄
あたるなどのイメージとは対照的に、本人は「女性と話すのは苦手」と発言しており、また真面目な人柄で知られている。このため、初めて会った人物からは「本当にあの（あたる）役をやっていた古川さんですか」と訊ねられることも多いという。
東京に出る際に父から貰った「初志貫徹」を、挫折しそうになったりしたときの励ましとなり心に残っている言葉として、好きな言葉の1つに挙げている。
クリスチャンであり、鈴置洋孝の訃報のファックスを受け取った時には、思わず「彼の魂を天に誘って下さい」と祈ったという。妻がプレゼントしてくれた聖書を愛読書として挙げており、座右の銘にもテサロニケの信徒への手紙一の「いつも喜んでいなさい。絶えず祈りなさい。すべての事について、感謝しなさい」。を挙げている。
時と場所を選ばず、すぐ眠る癖があり「歩く睡眠不足」という異名を持っていた。山手線に乗ると、寝過ごして1周することも多く、アフレコの出番待ちの際にも眠って台本を落とした音でNGになったことも頻繁にあったという。バンドの練習中、ギターの音が消えたとメンバーが振り返ると、彼がギターを持ったまま寝ていたこともあったという。本人の談によれば、この癖は当時並行して行っていた劇団の脚本の執筆を仕事の合間、寝る時間も惜しんで作業していたためであるという。

### 趣味・嗜好
かなりのフィギュアマニアで、自分の演じたキャラクターや関連ロボットのフィギュアを収集することが趣味。特にお気に入りは自身の代表作であり一番好きなキャラクターと言うピッコロ（マジュニア）で、全てのバージョンのフィギュアを手に入れているという。自身では演じていない初代ピッコロ（ピッコロ大魔王。演じたのは青野武）も持っている。鉄道模型やジオラマ、ミニカーにも造詣を持ち、自身のホームページで、ジオラマの制作風景とミニカーを紹介している。釣りにも造詣を持ち、『Do!スポーツ』のナレーションで釣り回のロケーションに行ったことと、宮川洋一からへら竿を貰ったことがきっかけで始めた。年に数回、魚釣りにも行くと語ったことがある。また、この趣味が高じて釣り雑誌で12年間くらい連載を持っていた。
下戸で酒が飲めず、「一滴でも口にすると眠ってしまう」と『パトレイバー』座談会時に語っている。体質的にダメで兄弟15人のうち、14人がダメであり、1人だけ酒豪がいるが、突然変異だという。
資格は普通自動車運転免許。好きな乗物は飛行機、船、車、列車。

### 共演・交友・影響
古谷徹とは、互いの家を行き来するほど仲が良く、『機動戦士ガンダム』や『ドラゴンボール』などで、それぞれ代表的な役を演じ共演している。
同学年の神谷明とは『うる星やつら』など、ライバル関係の役柄で共演することが多い。『劇場版ドラゴンボールZ』では古川はピッコロを演じていたため、監督が「古川さんのライバルといえば神谷さんだ!」という理由で、神谷がメインの敵キャラクター・ガーリックJr.役に抜選されたというエピソードもある。また『北斗の拳』『シティーハンター』の主役のオーディション争いで敗北した過去があり、同時に神谷の演技力や役作りに脱帽し、神谷との主役オーディション争いに勝利することが夢だと語っている。その一方、主役以外で上記のピッコロ役のオーディションは神谷も候補として受けており、こちらは古川が勝利している。なお『キン肉マンII世』では『キン肉マン』の初代キン肉マン / キン肉スグルを神谷に代わって演じている。『名探偵コナン』では、神谷演じる毛利小五郎を慕うドジな刑事・山村ミサオ役で共演している。
尊敬する声優に富山敬、永井一郎を挙げており、「とても優しい先輩であった」と述べている。とくに富山に対する想いは強く、「ヤマトのころから富山敬さんに憧れ、この方のような軽妙な演技ができるようになりたい一心で、演技は元より、シャツからセーターからブルゾンから眼鏡までなんでも真似した」と語っている。
谷山紀章が声優になる影響を与えた人物の一人に古川の名前を挙げている。また、神奈延年は、古川を自分の師として尊敬する人物に挙げている。『お願い!ランキング』の「ヤング声優100人が本気で選んだ尊敬するアダルト声優ランキング」という企画では、古川は20位にランクインしており、名前を挙げた宮野真守が「衝撃をうけた時の声がリアルすぎる」と尊敬するポイントを挙げていた。

### 家族
家族は、妻であり声優の柿沼紫乃と愛犬（シーズーのオス）の「遊馬」。遊馬の名前は『機動警察パトレイバー』で演じた篠原遊馬にちなむ。また2014年の2月には同じくシーズーのオスの「エース」（こちらは『ONE PIECE』で演じたポートガス・D・エースにちなむ）もこれに加わった。以前飼っていた犬（こちらもシーズーのオス）は、自身の代表作である『うる星やつら』の諸星あたるから「あたる」という名前だった（2008年に15歳で亡くなり、その後に遊馬が来た）。25歳の時にデパートに勤めていた女性と結婚していた。
軽井沢に敷地面積200坪におよぶ別荘を所有していることがワイドショーで紹介された。また炊事が苦手な妻に代わってもっぱら本人がキッチンに立つと語っており、その際に本人手作りのあんぱんの映像が放映された。

### 故郷
故郷栃木県から『とちぎ未来大使』に任命され、併せて太平山県立自然公園広報官に任命された。栃木の魅力について問われると、幼少時にいつも眺めて育った太平山を挙げている。
2006年10月16日NHKラジオ番組『旅するラジオ こんにちは80ちゃんです』にゲスト出演した。放送地域が大平町だったためで、番組中幼なじみや恩師と再会、少年時代は仲間を引っ張って芝居や紙芝居の座長したり、牛に乗って遊んでいたなどのエピソードを語っていた。
2009年6月1日に栃木県のとちぎ未来大使に就任。
2016年に栃木市ふるさと大使に就任。

## エピソード

### 『うる星やつら』
『うる星やつら』の主人公・諸星あたるは古川の代表キャラクターの1つとされており、雑誌やテレビで古川の経歴が紹介される際、最初に載せられることも多い。オーディションは、漫画を見ながら台詞を読むものだったとのこと。古川本人は、後年「三枚目役は初めてだったため、開始当初はどう演技すれば良いのか困っていた」「二枚目でありつつ、三枚目。三枚目はどうやって演じていいのかわからず、セリフが速く表情は千変万化し、展開も二転三転。真面目な顔の次の瞬間には大きな口を開けて笑っている。一行のセリフ中で前半は真面目、後半は三枚目でふざけている。ものすごく難易度の高いセリフが多く、本当に大変だった」などと語っている（それまでは二枚目がほとんどだった）。
斯波重治によると、番組開始当初は局側から「あまり良くない」と言われていたとのことで「連続の非連続をやってほしい」と要求したところ、良くなっていったとのこと。「『うる星やつら』録音監督の斯波さんから『降板コールの手紙がたくさん来ているんだけど、演技を変えられるかなあ』と言われたとき、足がガクガク震えて止まらなくなったのを思い出しました。声優の仕事を本気でやめようかと思いました」と後に自身のTwitterで語っている。降板依頼の多さにキャスト変更を決意したスタッフが、その旨を伝えるべく原作者の高橋留美子の元に行ったところ、切り出す前に高橋から「キャストは全員イメージに近く、特にあたるは完璧」との高評価を伝えられ、その意向に従う形で急転直下続投が決まったという。高橋は後に『うる星やつら』ムック本のインタビュー記事で以前から古川の大ファンだったこと、また古川の演技自体も彼女のあたるのイメージにぴったりだったと述べている。
後に『銀河英雄伝説』ではオリビエ・ポプランを演じているが、ポプランは女性好きのキャラクターでファンからは「イゼルローンの諸星あたる」とあだ名されていた（これは『銀河英雄伝説』の小説の後書きで作者の田中芳樹が述べている）ため、それならばあたる役の古川がよいだろう、というのが起用のきっかけだったとのこと。
競演した平野文は、蹴り飛ばされて飛んでいくドップラー効果のようなフェードアウトまで声だけで古川が表現してしまい、収録時笑いをこらえるのが大変だったと回想している。
2022年版アニメではキャストが変更されているものの（あたる役は神谷浩史）、古川はあたるの父として平野と共に引き続き出演することになった。

### 『ルパン三世』
OVA『ルパン三世 風魔一族の陰謀』でルパン三世を1度だけ演じたことがある。古川自身、憧れ影響を受けた声優に山田康雄を挙げており、ゲスト出演したときに衝撃を受け、その芸を盗もうと山田が出演する番組をすべて録画しそれを基に練習していた。ある日、OVAを1本作るということでルパン役のオファーが入ったが、「そっくりに演じればマネ、似ていなければお前ごときがと批判される」「そんな負ける商売はしたくない」と最初は断るつもりだったが、マネージャーから「他のキャストは皆受けており、逃げるのか？」と言われ、しょうがないと仕事を受けた。「古川でやるしかなく、それで構わないか？」ということで、ルパンを演じた際は「物真似では演じず自分ならではのルパン」をと自分の声そのもので演じたが、それでも絵や山田が作ったイメージに引っ張られてうっかり真似していたと語っている。後日、OVAが発売されると大量のファンレターが届き、中身が批判的な内容だらけだったため落ち込んだとのこと。ただし2020年以降は作品自体の質を再評価する感想もあり「最近は『良かった』と言ってくださる方も出てきて『1作だけどルパンに関われて良かった』と言えるようになりました。一回でも演じれたことを誇りに思えるようになったため、やっとプロフィールの出演履歴に加筆できました」と話している。
その後、2022年よりDMM TVで配信される『LUPIN ZERO』ではルパン三世（同作では畠中祐が演じている）の父親であるルパン二世を演じている。

### 『ドラゴンボールZ』
『ドラゴンボールZ』に出演していた際、戦うときの掛け声がすぐに底を突きたため、収録時にその場にあった物などを掛け声のごとく叫んでその場を凌いだこともある。『お願い!ランキング』出演時には悟飯をしごくシーンで、八奈見乗児から子供をいじめるなと怒られたと話し、25年目になるドラゴンボールはスタッフの気遣いで台本の文字が大きくなっていたと語っている。自身の声がハイバリトンで、悪役を演じるにあたり自分の一番低い声のさらに下を要求されるため、息で表現していた。そのため、マイクで拾われづらく大変だったと回想している。

### 『名探偵コナン』
上記の神谷明との共演でも述べたように、『名探偵コナン』では群馬県警の山村ミサオ警部を演じている。原作者の青山剛昌によると、最初はチョイ役程度のつもりで登場させたが、担当声優の古川の声が好きだったため、「もっと聞きたい」と考えているうちに原作でも登場回数が増え、結果的に準レギュラー的な役どころになったという。古川もこの作中で「へっぽこ」と渾名される山村のキャラを気に入っていて、どこか憎めない感じが出るように演じているとのこと。

### 『ポプテピピック』
『ポプテピピック』では前半と後半でほぼ同じ内容ながらポプ子とピピ美を別の声優が演じるという試みがなされていたが、古川は第2話の後半でポプ子を、ピピ美役の千葉繁と組んで演じている（古川は「他の声優の代役であったらしい」と語っている）。この独特のキャスティングを「声優個々の演技論の違いが明確にわかる」と評価し、本作については「俳優教育、声優教育に一石を投じるコンテンツにも思える」「演技論はプロの表現者の数だけ有る」は成り立つ」と論じるツイートを投稿、4万4千回以上リツイートされるなど話題を呼んだ。また、「大御所なんだから仕事選べ」という一部視聴者の声に対し、古川は「冗談ではない。アニメのキャラ声は本職だ。第一仕事を選べるほど偉い立場に無い」と反論、「一本の仕事を取るのにマネージャーさんが何度頭を下げるかご存知か！」と問うた。

### 『ゲゲゲの鬼太郎』
『ゲゲゲの鬼太郎』においては、第3作でねずみ男を演じていた富山敬が以前から好きだったため、ねずみ男を演じることが夢だったと語っている（第3作10話では響ワタル役でゲスト出演しており、そこで富山の芝居を生で見て衝撃を受けたという）。第5作のねずみ男役のオーディションでは落ちたが（なお古川はその後、準レギュラーの蒼坊主役で出演）、第6作で念願叶ってねずみ男役を担当することになった。

## 出演
太字はメインキャラクター。

### テレビドラマ
- 江戸川乱歩シリーズ 明智小五郎 第11話「復讐鬼 黄金仮面」（1970年、東京12チャンネル）
- 刑事くん（1972年、TBS）
- 新・平家物語（1972年、NHK）
- 飛び出せ!青春 第22話「飛びこもう青春の海へ!」（1972年、日本テレビ） - 島の渡船の青年船長（白シャツ）
- 荒野の素浪人（1972年 - 1973年、NET）
  - 第38話「来襲 死の虚無僧集団」
  - 第55話「襲撃 国境いの狼火」
- 高校教師（1974年、東京12チャンネル）
- 破れ傘刀舟悪人狩り 第7話「忘却の女」（1974年、NET） - 百姓
- 特別機動捜査隊 第692話「青い炎の踊り子」（1975年、NET） - 山本
- ライオン奥様劇場・義姉弟（1975年、フジテレビ）
- 新宿警察 第9話「新宿はやり歌」（1975年、フジテレビ） - テレビ局スタッフ
- ＃声だけ天使第1話「運命の出会い?」（2018年、AbemaTV） - 居酒屋の客

### 映画
- 紅い眼鏡/The Red Spectacles（1987年）ヤクザ

### テレビアニメ
1974年
- ゼロテスター（通信員）

1975年
- フランダースの犬（ひつじ買い、ランチにのった男）
- 勇者ライディーン（兵士B）

1976年
- 草原の少女ローラ（カルロス）
- マグネロボ ガ・キーン（1976年 - 1977年、猛）
- まんが 花の係長

1977年
- アローエンブレム グランプリの鷹（ハンス・ローゼン）
- 一休さん（かわだげんたろう）
- 恐竜大戦争アイゼンボーグ（江夏克也）※アニメと特撮の合作
- 無敵超人ザンボット3（1977年 - 1978年、香月真吾、神江宇宙太〈代役〉、バレター）
- 惑星ロボ ダンガードA（1977年 - 1978年、秀人）

1978年
- 一球さん（堀田三吉）
- 銀河鉄道999（1978年 - 1981年、美男子、イカリ、レステル、ウェスター、ハンザ、ダム、メインデンドロ）
- 超電磁マシーン ボルテスV（男）
- 闘将ダイモス（ゼノス）
- ピンク・レディー物語 栄光の天使たち
- 野球狂の詩（1978年 - 1979年、高校アナウンス）

1979年
- 宇宙空母ブルーノア（ドメニコ、ザイテル）
- 宇宙戦艦ヤマト 新たなる旅立ち（坂本茂）
- SF西遊記スタージンガー（リード、ブラド）
- 円卓の騎士物語 燃えろアーサー（1979年 - 1980年、ペリノア）
- 機動戦士ガンダム（1979年 - 1980年、カイ・シデン、ダロタ）
- サイボーグ009（1979年版）（1979年 - 1980年、レバン、ブラフマー、フィリップ、ビクター）
- ザ☆ウルトラマン
- 新・巨人の星II
- ドカベン（渚、大矢アナウンサー）
- 日本名作童話シリーズ 赤い鳥のこころ
- 花の子ルンルン（ピーター）
- 未来ロボ ダルタニアス（1979年 - 1980年、楯剣人）
- 無敵鋼人ダイターン3（Sソルジャー）

1980年
- 宇宙戦艦ヤマトIII（1980年 - 1981年、揚羽武）
- 宇宙戦士バルディオス（アラン、ラトピ、ジョリロ）
- トム・ソーヤーの冒険（保安官助手、パット）
- とんでも戦士ムテキング（ケンジ）
- ニルスのふしぎな旅（キツネA、ジャロ、ガン）
- ベルサイユのばら
- マリンスノーの伝説（山盛正）
- ムーの白鯨（プラトス）
- 無敵ロボ トライダーG7（大山健一）
- メーテルリンクの青い鳥 チルチルミチルの冒険旅行（ナレーター）
- 燃えろアーサー 白馬の王子（マリス）

1981年
- あしたのジョー2
- うる星やつら（1981年 - 1986年、諸星あたる）
- 荒野の呼び声 吠えろバック（ペロー）
- 最強ロボ ダイオージャ（エドワード・ミト王子）
- 釣りキチ三平（正太、北村周一）
- Dr.スランプ アラレちゃん（1981年 - 1992年、空豆タロウ、太陽、ナレーター、ボトン、マスター 他） - 1シリーズ + 特別編3作品
- ヤットデタマン（光源氏）

1982年
- おちゃめ神物語コロコロポロン（イカルス、パーン、トリトン）
- 機甲艦隊ダイラガーXV（安芸マナブ）
- 逆転イッパツマン（王子）
- The かぼちゃワイン（1982年 - 1984年、青葉春助）
- 戦闘メカ ザブングル（1982年 - 1983年、ブルメ）
- パタリロ!（1982年 - 1983年、フィリップ、タマネギ 他）

1983年
- 光速電神アルベガス（円条寺大作）
- さすがの猿飛（風）
- ストップ!! ひばりくん!（素張田小辰）
- ななこSOS（小倉）

1984年
- Gu-Guガンモ（浪人生）
- GALACTIC PATROL レンズマン（キムボール・キニスン）
- 北斗の拳（1984年 - 1988年、シン） - 2シリーズ
- 小さな恋のものがたり チッチとサリー初恋の四季（サリー〈村上サトシ〉）
- とんがり帽子のメモル（リュックマン）

1985年
- 機動戦士Ζガンダム（カイ・シデン）
- ゲゲゲの鬼太郎（第3作）（ヒビキ）
- ルパン三世 PARTIII

1986年
- 青春アニメ全集「風立ちぬ」（私）
- ハイスクール!奇面組（1986年 - 1987年、球鯖木巧、釣賀胴落、若気市猿）
- めぞん一刻（坂本）

1987年
- あんみつ姫（ドラキュラJr.）
- 仮面の忍者赤影（1987年 - 1988年、赤垣源之介 / 赤影）
- 新メイプルタウン物語 パームタウン編（ベルモント先生）
- ドラゴンボール（1987年 - 1989年、ブルー将軍、シュラ、マジュニア）
- のらくろクン（ドラキュラ）

1988年
- 新グリム名作劇場（王子）
- ついでにとんちんかん（雲隠才蔵）

1989年
- 悪魔くん（1989年 - 1990年、メフィスト2世）
- 機動警察パトレイバー（篠原遊馬）
- ドラゴンボールZ（1989年 - 1996年、ピッコロ、栽培マン）

1991年
- ゲッターロボ號（橘信一）

1993年
- 蒼き伝説シュート!（久保嘉晴）

1994年
- 美少女戦士セーラームーン シリーズ（1994年 - 1995年、早瀬瞬、ホークス・アイ） - 2シリーズ

1995年
- 赤ずきんチャチャ（ピカポン）

1996年
- ドラゴンボールGT（1996年 - 1997年、ピッコロ）

1997年
- キューティーハニーF（アルフォンヌ理事長）

1998年
- 名探偵コナン（1998年 - 2024年、山村ミサオ）

1999年
- 金田一少年の事件簿（1999年 - 2000年、十和田清、桜田博允）
- THE ビッグオー（ユージーン・グラント）
- 週刊ストーリーランド（副操縦士）
- ひみつのアッコちゃん（第3作）（親分）

2000年
- マシュランボー（デスクロウ）

2001年
- ONE PIECE（2001年 - 2025年、ポートガス・D・エース）

2002年
- キン肉マンII世（2002年 - 2004年、キン肉マン） - 2シリーズ

2003年
- アストロボーイ・鉄腕アトム（ネオンライツ号）
- エアマスター（佐伯四郎）
- パラサイトドールズ（マイヤーズ）
- 無限戦記ポトリス（フレイム・ボンベーロ）

2004年
- アガサ・クリスティーの名探偵ポワロとマープル（チャールズ）
- サムライチャンプルー（影丸）
- 冒険王ビィト（2004年 - 2005年、ライオ、フラウスキー）

2005年
- うえきの法則（ムーニン）
- ギャラリーフェイク（川口京助）
- 交響詩篇エウレカセブン（ウイリアム・B・バクスター）

2006年
- 銀色のオリンシス（ブライアン / ブラちゃん）
- 出ましたっ!パワパフガールズZ（カエル王子）
- ブラック・ジャック21（蟻谷）
- ×××HOLiC（2006年 - 2008年、親ギツネ） - 2シリーズ

2007年
- ゲゲゲの鬼太郎（第5作）（2007年 - 2009年、蒼坊主）
- ケロロ軍曹（カゲゲ）
- 鉄子の旅（編集長〈江上英樹〉）
- もっけ（檜原の父さん）

2008年
- きらりん☆レボリューション STAGE3（堺シルク）
- ソウルイーター（初代鬼神・阿修羅）
- ONE OUTS -ワンナウツ-（及川満夫）

2009年
- 銀魂（記者〈古川市電〉）
- ドラゴンボール改（2009年 - 2015年、ピッコロ） - 2シリーズ
- ねぎぼうずのあさたろう（とちのみこぞう）

2010年
- あにゃまる探偵 キルミンずぅ（有賀ダイスケ）

2011年
- さきいか君（あたりめ君）
- たまゆら シリーズ（2011年 - 2013年、麻音の父） - 2シリーズ
- デジモンクロスウォーズ 〜時を駆ける少年ハンターたち〜（ネネパパ）
- HUNTER×HUNTER（第2作）（サトツ）
- BLEACH 護廷十三隊侵軍篇（因幡影狼佐）

2012年
- しろくまカフェ（キノボリカンガルー）
- 聖闘士星矢Ω（一摩）
- つり球（ナレーション、平八）

2013年
- トリコ×ONE PIECE×ドラゴンボールZ 超コラボスペシャル!!（ピッコロ）

2014年
- クレヨンしんちゃん（磯貝釣ェ門）
- スペース☆ダンディ（ウクレレ男）
- 蟲師 続章（カオル）
- ONE PIECE “3D2Y” エースの死を越えて! ルフィ仲間との誓い（ポートガス・D・エース）

2015年
- うしおととら（山ン本〈東の長〉、老人）
- ドラゴンボール超（2015年 - 2018年、ピッコロ）
- ワールドトリガー（2015年 - 2021年、エネドラ / エネドラッド） - 2シリーズ
- ONE PIECE エピソードオブサボ 〜3兄弟の絆 奇跡の再会と受け継がれる意志〜（ポートガス・D・エース）

2016年
- 機動戦士ガンダムUC RE:0096（カイ・シデン）
- おそ松さん（イヤミカート実況）
- ナースウィッチ小麦ちゃんR（パトカー怪人）

2018年
- ポプテピピック（2018年 - 2021年、ポプ子〈第2話Bパート / 再放送・リミックス版第10話Bパート〉）
- ゲゲゲの鬼太郎（第6作）（2018年 - 2020年、ねずみ男）
- 奴隷区 The Animation（客引き）
- されど罪人は竜と踊る（ジオルグ）
- 進撃の巨人（ウーリ・レイス）
- からくりサーカス（2018年 - 2019年、才賀貞義 / 白金 / フェイスレス / ディーン・メーストル）

2019年
- ぱすてるメモリーズ（ヤシチ）

2020年
- 織田シナモン信長（伊達ブー政宗） - 「犬川登志夫」名義
- ハクション大魔王2020（与田山カンイチ）
- 100万の命の上に俺は立っている（ゲームマスター）

2021年
- もっと!まじめにふまじめ かいけつゾロリ（ワルダクーミ）
- ワッチャプリマジ!（2021年 - 2022年、にゃんじいさん）

2022年
- ドラゴンクエスト ダイの大冒険 (2020)（ミスト）
- うる星やつら (2022)（2022年 - 2024年、あたるの父）- 2シリーズ

2023年
- 鬼滅の刃 刀鍛冶の里編（半天狗）

2024年
- 貼りまわれ!こいぬ（支部長、ナレーション、謎の犬、司会犬） - 2シリーズ
- キン肉マン 完璧超人始祖編（2024年 - 2025年、委員長） - 2シリーズ

2025年
- ドラゴンボールDAIMA（ピッコロ）

### 劇場アニメ
1978年
- 惑星ロボ ダンガードA 宇宙大海戦（秀人）

1981年
- あしたのジョー2
- 機動戦士ガンダム（カイ・シデン）
- 機動戦士ガンダムII 哀・戦士編（カイ・シデン）
- Dr.スランプ アラレちゃん ハロー!不思議島（空豆タロウ）
- 夏への扉（リンド・アレイン）

1982年
- 機動戦士ガンダムIII めぐりあい宇宙編（カイ・シデン）
- 1000年女王（コンピューター）
- Dr.SLUMP “ほよよ!”宇宙大冒険（空豆タロウ）

1983年
- うる星やつら オンリー・ユー（諸星あたる）
- ゴルゴ13（シルバー）
- ザブングル グラフィティ（ブルメ）
- Dr.スランプ アラレちゃん ほよよ!世界一周大レース（タロウ）
- パタリロ! スターダスト計画（タマネギ部隊A）

1984年
- うる星やつら2 ビューティフル・ドリーマー（諸星あたる）
- SF新世紀レンズマン（キムボール・キニスン）
- The・かぼちゃワイン ニタの愛情物語（青葉春助）
- Dr.スランプ アラレちゃん ほよよ!ナナバ城の秘宝（タロー / 空豆タロウ）

1985年
- うる星やつら3 リメンバー・マイ・ラブ（諸星あたる）
- オーディーン 光子帆船スターライト（筑波あきら）
- Dr.スランプ アラレちゃん ほよよ!夢の都メカポリス（空豆タロウ）

1986年
- うる星やつら4 ラム・ザ・フォーエバー（諸星あたる）
- 11人いる!（四世）
- ハイスクール!奇面組（若気市猿）
- 火の鳥（鳳凰編）（茜丸）
- 北斗の拳（シン）

1987年
- グリム童話 金の鳥（クロイラー王子）
- ルパン三世 風魔一族の陰謀（ルパン三世）

1988年
- うる星やつら 完結篇（諸星あたる）
- 銀河英雄伝説 わが征くは星の大海（オリビエ・ポプラン）
- 聖闘士星矢 真紅の少年伝説（ベレニケ）
- ドラゴンボール 摩訶不思議大冒険（ブルー将軍）
- めぞん一刻 完結篇（坂本）

1989年
- 悪魔くん（メフィスト2世）
- ギャラガ HYPER PSYCHIC GEO GARAGA（ジェイ・M・ジェイ）
- 機動警察パトレイバー the Movie（篠原遊馬）
- 聖闘士星矢 最終聖戦の戦士たち（モア）
- ドラゴンボールZ（ピッコロ）

1990年
- 悪魔くん ようこそ悪魔ランドへ!!（メフィスト2世）
- ドラゴンボールZ この世で一番強いヤツ（ピッコロ）
- ドラゴンボールZ 地球まるごと超決戦（ピッコロ）
- MAROKO 麿子（四方田犬丸）

1991年
- うる星やつら いつだってマイ・ダーリン（諸星あたる）
- ドラゴンボールZ 超サイヤ人だ孫悟空（ピッコロ）
- ドラゴンボールZ とびっきりの最強対最強（ピッコロ）

1992年
- ドラゴンボールZ 激突!!100億パワーの戦士たち（ピッコロ）
- ドラゴンボールZ 極限バトル!!三大超サイヤ人（ピッコロ）

1993年
- 機動警察パトレイバー 2 the Movie（篠原遊馬）
- ドラゴンボールZ 燃えつきろ!!熱戦・烈戦・超激戦（ピッコロ）
- ドラゴンボールZ 銀河ギリギリ!!ぶっちぎりの凄い奴（ピッコロ、プロデューサー）

1994年
- GS美神 極楽大作戦!!（森蘭丸）
- どすこい!わんぱく土俵（大野勇）

1995年
- スラムダンク 湘北最大の危機! 燃えろ桜木花道（マイケル沖田）

1996年
- クレヨンしんちゃん ヘンダーランドの大冒険（ス・ノーマン・パー）
- ゲゲゲの鬼太郎 大海獣（チンポ）

2000年
- 機動戦士ガンダム 特別版（カイ・シデン）
- 機動戦士ガンダムII 哀・戦士編 特別版（カイ・シデン）
- 機動戦士ガンダムIII めぐりあい宇宙編 特別版（カイ・シデン）
- The AURORA 海のオーロラ（トウル・エンリケス）

2001年
- メトロポリス（スカンク）

2002年
- WXIII 機動警察パトレイバー（篠原遊馬）

2004年
- ドラえもん のび太のワンニャン時空伝（ニャーゴ）
- PARASITE DOLLS-劇場版-（マイヤーズ）

2005年
- 機動戦士Ζガンダム A New Translation（2005年 - 2006年、カイ・シデン）
- 劇場版 鋼の錬金術師 シャンバラを征く者（エリック・ヤン・ハヌッセン）

2007年
- Dr.マシリト アバレちゃん（空豆タロウ）

2008年
- 劇場版 ゲゲゲの鬼太郎 日本爆裂!!（蒼坊主）

2009年
- 名探偵コナン 漆黒の追跡者（山村警部）

2012年
- 名探偵コナン 11人目のストライカー（山村ミサオ）

2013年
- ドラゴンボールZ 神と神（ピッコロ）

2015年
- ドラゴンボールZ 復活の「F」（ピッコロ）

2018年
- ドラゴンボール超 ブロリー（ピッコロ）

2019年
- ONE PIECE STAMPEDE（???）

2022年
- 機動戦士ガンダム ククルス・ドアンの島（カイ・シデン）
- ドラゴンボール超 スーパーヒーロー（ピッコロ）

2023年
- 鬼太郎誕生 ゲゲゲの謎（ある謎の少年 / ねずみ）

### OVA
1985年
- うる星やつら 了子の9月のお茶会（諸星あたる）
- エリア88（バクシー・マローン）

1986年
- うる星やつら アイム THE 終ちゃん（諸星あたる）
- ガルフォース（OX-11）
- ザ・超女（小金丸、首領）
- 那由他（リョータロー）

1987年
- うる星やつら 夢の仕掛人 因幡くん登場! ラムの未来はどうなるっちゃ!?（諸星あたる）
- スペース・ファンタジア 2001夜物語（アダム）
- 大魔獣激闘 鋼の鬼（タクヤ）
- バブルガムクライシス（レオン・マクニコル）

1988年
- アップルシード（カロン）
- うる星やつら 怒れシャーベット（諸星あたる）
- うる星やつら 渚のフィアンセ（諸星あたる）
- 学園便利屋シリーズ アンティーク・ハート（鈴木斉）
- 機動警察パトレイバー アーリーデイズ（篠原遊馬）
- 銀河英雄伝説（オリビエ・ポプラン）
- Crying フリーマン（火野村窯 / クライング・フリーマン）

1989年
- うる星やつら 電気仕掛けの御庭番（諸星あたる）
- うる星やつら 月に吠える（諸星あたる）
- うる星やつら ヤギさんとチーズ（諸星あたる）
- うる星やつら ハートをつかめ（諸星あたる）
- 御先祖様万々歳!（四方田犬丸）

1990年
- A.D.POLICE（レオン・マクニコル）
- 機動警察パトレイバー（篠原遊馬）
- ミノタウロスの皿（立花）
- MoMoKo Vol.1 モモコをさがせ!
- MoMoKo Vol.2 オーディション、わたしこそヒロイン!

1991年
- ウィザードリィ（シン）
- うる星やつら 乙女ばしかの恐怖（諸星あたる）
- うる星やつら 霊魂とデート（諸星あたる）

1992年
- 機神兵団（勝呂義光）

1993年
- ドラゴンボールZ外伝 サイヤ人絶滅計画（ピッコロ）
- フォーチュン・クエスト 世にも幸せな冒険者たち（トラップ）

1996年
- タトゥーン★マスター（アーノルド江田）

1998年
- 銀河英雄伝説外伝 千億の星、千億の光（オリビエ・ポプラン）

2003年
- PARASITE DOLLS（マイヤーズ）

2008年
- 聖闘士星矢 冥王ハーデスエリシオン編（タナトス）
- ドラゴンボール オッス!帰ってきた孫悟空と仲間たち!!（ピッコロ）

2010年
- うる星やつら ザ・障害物水泳大会（諸星あたる）
- ドラゴンボール 超サイヤ人絶滅計画（ピッコロ）

2012年
- 機動戦士ガンダムUC（カイ・シデン）

2016年
- 機動戦士ガンダム THE ORIGIN（2016年 - 2018年、カイ・シデン） - 2019年に再編集作品『THE ORIGIN 前夜 赤い彗星』テレビ放送

2019年
- ゴールデンカムイ（熊岸長庵） - コミックス第17巻アニメDVD同梱版

### Webアニメ
- スーパードラゴンボールヒーローズ プロモーションアニメ（2019年 - 2022年、ピッコロ、黒衣のナメック戦士）
- LUPIN ZERO（2022年 - 2023年、ルパン二世[201]）
- PLUTO（2023年、お茶の水博士[202]）
- 悪魔くん（2023年、メフィスト2世、メフィスト3世[203]）
- UZUMAKI: Animated TV Series（2024年、五島泰雄）

### ゲーム
1990年
- うる星やつら STAY WITH YOU（諸星あたる）
- デコボコ伝説 走るワガマンマー

1991年
- スーパーシュヴァルツシルト（アルシオン・オーラクルム）
- ま〜じゃんバニラシンドローム（主人公）
- 惑星ウッドストック ファンキーホラーバンド（メンデス）

1993年
- 機動警察パトレイバー 〜グリフォン篇（篠原遊馬）
- CAL II（石橋ワタル）※PCエンジン版
- ドラゴンボールZ 超武闘伝（ピッコロ）
- ドラゴンボールZ 超武闘伝2（ピッコロ）
- ルイン 神の遺産（シュバルツ）

1994年
- 蒼き伝説シュート!（久保嘉晴）
- うる星やつら 〜ディア マイ フレンズ〜（諸星あたる）
- CAL III（石橋ワタル）※PCエンジン版
- ドラゴンボールZ 偉大なる孫悟空伝説（ピッコロ）
- ドラゴンボールZ 真サイヤ人絶滅計画 -宇宙編-（ピッコロ）
- ドラゴンボールZ 真サイヤ人絶滅計画 -地球編-（ピッコロ）
- ドラゴンボールZ 武勇烈伝（ピッコロ）

1995年
- ザ・ファイヤーメン2 ピート & ダニー（ダニエル・マクリーン）
- 同級生（坂上一哉）※PCエンジン版
- ドラゴンボールZ アルティメットバトル22（ピッコロ）
- ドラゴンボールZ 真武闘伝（ピッコロ）

1996年
- 機動戦士ガンダム ver.2.0（カイ・シデン）
- DEAD OR ALIVE（ジャン・リー）
- トバルNo.1（ウダン皇帝）
- ドラゴンボールZ 偉大なるドラゴンボール伝説（ピッコロ）
- ドラゴンボールZ HYPER DIMENSION（ピッコロ）
- BSスーパーマリオUSAパワーチャレンジ（ドン・チュルゲ、ガブチョ、マムー）

1997年
- ドラゴンボール FINAL BOUT（ピッコロ）
- 桃太郎道中記（いぬやま）

1998年
- SDガンダム GGENERATION（1998年 - 2025年、カイ・シデン） - 14作品
- 火星物語（アービン〈少年B〉）
- クラッシュ・バンディクー3 ブッとび!世界一周（隠しデモのナレーション）
- DEAD OR ALIVE ++（ジャン・リー）

1999年
- スーパーロボット大戦コンプリートボックス（カイ・シデン、デミトリー）
- DEAD OR ALIVE 2（ジャン・リー）

2000年
- 機動戦士ガンダム（カイ・シデン）
- 北斗の拳 世紀末救世主伝説（シン）

2001年
- 栄冠は君に〜甲子園の覇者〜（試合実況）
- 機動戦士ガンダム vs.シリーズ（2001年 - 2009年、カイ・シデン） - 3作品
- 決戦II（龐統、太史慈）
- スーパーロボット大戦α外伝（ブルメ）
- ミスタードリラーグレート（ホリ・タイゾウ、ホリ・アタル）

2002年
- キン肉マンII世 正義超人への道（キン肉マン）
- DEAD OR ALIVE 3（ジャン・リー）
- From TV animation ONE PIECE グランドバトル!2（ポートガス・D・エース）
- From TV animation ONE PIECE トレジャーバトル!（ポートガス・D・エース）
- ミスタードリラーA ふしぎなパクテリア（ホリ・タイゾウ、ホリ・アタル）
- ミスタードリラー ドリルランド（ホリ・タイゾウ、ホリ・アタル）

2003年
- 機動戦士ガンダム めぐりあい宇宙（カイ・シデン）
- SUNRISE WORLD WAR Fromサンライズ英雄譚（カイ、ミト王子、ブルメ）
- ONE PIECE グランドバトル! 3（ポートガス・D・エース）

2004年
- 宇宙戦艦ヤマト イスカンダルへの追憶（坂本茂）
- キン肉マン ジェネレーションズ（キン肉マン、キン肉マン戦闘スタイル）
- スーパーロボット大戦GC（カイ・シデン、楯剣人、エドワード・ミト王子）
- DEAD OR ALIVE ULTIMATE（ジャン・リー）
- ドラゴンボールZ2（ピッコロ）
- ドラゴンボールZ 舞空闘劇（ピッコロ）
- ミスタードリラー ドリルスピリッツ（ホリ・アタル、ホリ・タイゾウ、ホリンガーZ、ゼット博士）
- みんなのGOLFポータブル（ジャン）
- ONE PIECE ランドランド!（ポートガス・D・エース）

2005年
- 宇宙戦艦ヤマト 暗黒星団帝国の逆襲（坂本茂）
- 宇宙戦艦ヤマト 二重銀河の崩壊（坂本茂）
- DEAD OR ALIVE 4（ジャン・リー）
- ドラゴンボールZ Sparking!（2005年 - 2024年、ピッコロ、ブルー将軍） - 4作品
- ドラゴンボールZ3（ピッコロ）
- ドラゴンボールZ 舞空烈戦（ピッコロ）
- NAMCO x CAPCOM（ホリ・タイゾウ、ジョーカー）
- Fighting For ONE PIECE（ポートガス・D・エース）
- 北斗の拳（シン）
- ONE PIECE パイレーツカーニバル（ポートガス・D・エース）

2006年
- 機動戦士ガンダム クライマックスU.C.（カイ・シデン）
- スーパーロボット大戦XO（カイ・シデン、楯剣人、エドワード・ミト王子）
- 超ドラゴンボールZ（ピッコロ）
- ドラゴンボールZ 真武道会（ピッコロ）
- 脳内エステ IQサプリDS（ナレーション）
- バトルスタジアム D.O.N（ピッコロ）
- みんなのテニス（カイト）
- メタルギアソリッド ポータブル・オプス（ロイ・キャンベル）

2007年
- ガンダム無双（カイ・シデン）
- シャイニング・フォース イクサ（アダム、ボルネ）
- ドラゴンボールZ 真武道会2（ピッコロ）
- ドラゴンボールZ　遥かなる悟空伝説（ピッコロ）
- 北斗の拳 〜審判の双蒼星 拳豪列伝〜（シン）
- xxxHOLiC 〜四月一日の十六夜草話〜（親ギツネ）
- メタルギアソリッド ポータブル・オプス+（ロイ・キャンベル）
- ONE PIECE アンリミテッドアドベンチャー（ポートガス・D・エース）
- ONE PIECE ギアスピリット（ポートガス・D・エース）

2008年
- ガンダム無双2（カイ・シデン）
- スーパーロボット大戦Z（神江宇宙太、香月真吾、バレター、ブルメ）
- ドラゴンボールZ インフィニットワールド（ピッコロ）
- ドラゴンボールZ バーストリミット（ピッコロ）
- ONE PIECE アンリミテッドクルーズ エピソード1 -波に揺れる秘宝-（ポートガス・D・エース）
- ONE PIECE ワンピーベリーマッチ（ポートガス・D・エース）

2009年
- ドラゴンボール 天下一大冒険（ピッコロ、ブルー将軍）
- ドラゴンボール レイジングブラスト（ピッコロ）
- ドラゴンボール改 サイヤ人来襲（ピッコロ）
- FRAGILE 〜さよなら月の廃墟〜（シン、おじいさん）

2010年
- ガンダム無双3（カイ・シデン）
- ドラゴンボール タッグバーサス（ピッコロ）
- ドラゴンボールヒーローズ（2010年 - 2024年、ピッコロ / マジュニア、ブルー将軍） - 7作品
- ドラゴンボール レイジングブラスト2（ピッコロ）
- ドラゴンボールDS2 突撃!レッドリボン軍（ブルー将軍）
- ONE PIECE ギガントバトル!（ポートガス・D・エース）

2011年
- 機動戦士ガンダム オンライン（カイ）
- 機動戦士ガンダム エクストリームバーサス（2011年 - 2016年、カイ・シデン、デミトリー） - 5作品
- 第2次スーパーロボット大戦Z 破界篇 / 再世篇（2011年 - 2012年、神江宇宙太、ブルメ） - 2作品
- ドラゴンボール改 アルティメット武闘伝（ピッコロ）
- ONE PIECE アンリミテッドクルーズ スペシャル（ポートガス・D・エース）
- ONE PIECE ギガントバトル! 2 新世界（ポートガス・D・エース）

2012年
- アンチェインブレイズ エクシヴ（黒騎士）
- 機動戦士ガンダム 木馬の軌跡（デミトリー、ダロタ）
- スーパーロボット大戦OGサーガ 魔装機神II REVELATION OF EVIL GOD（オンガレッド・キレシナ）
- PROJECT X ZONE（アイン・ベラノス）
- ワンピース 海賊無双（2012年 - 2020年、ポートガス・D・エース） - 4作品
- ワンピース ROMANCE DAWN 冒険の夜明け（ポートガス・D・エース）

2013年
- 真・ガンダム無双（カイ・シデン）
- スーパーロボット大戦Operation Extend（カイ・シデン、篠原遊馬）
- 聖闘士星矢 ブレイブ・ソルジャーズ（タナトス）
- ONE PIECE アンリミテッドワールド レッド（ポートガス・D・エース）

2014年
- クレヨンしんちゃん 嵐を呼ぶ カスカベ映画スターズ!（ス・ノーマン・パー）
- 魁!!男塾 〜日本よ、これが男である!〜（蝙翔鬼）
- ジェイスターズ ビクトリーバーサス（ポートガス・D・エース）
- ONE PIECE 超グランドバトル! X（ポートガス・D・エース）
- ONE PIECE ワンピースキングス（ポートガス・D・エース）

2015年
- ガールフレンド（仮）（悪天象儀男）
- 聖闘士星矢 ソルジャーズ・ソウル（タナトス）
- 第3次スーパーロボット大戦Z 天獄篇（神江宇宙太）
- ドラゴンボールZ 超究極武闘伝（ピッコロ、ブルー将軍）
- ドラゴンボール ゼノバース（ピッコロ）
- ONE PIECE トレジャークルーズ（ポートガス・D・エース）

2016年
- ドラゴンボール ゼノバース2（ピッコロ）
- ドラゴンボールフュージョンズ（ピッコロ）

2017年
- スーパーロボット大戦V（神江宇宙太）
- ガンダムバーサス（カイ・シデン、デミトリー）

2018年
- ドラゴンボール ファイターズ（ピッコロ）

2019年
- JUMP FORCE（ピッコロ）
- 機動戦士ガンダム エクストリームバーサス2（2019年 - 2025年、カイ・シデン、デミトリー） - 4作品

2020年
- ドラゴンボールZ カカロット（ピッコロ、マジュニア）
- ぷよぷよ!!クエスト（ねずみ男）

2021年
- ラクガキ キングダム（ビビット）
- モンスターストライク（2021年 - 2022年、エネドラ、ポートガス・D・エース）
- スーパーロボット大戦DD（2021年 - 2023年、楯剣人）
- 機動戦士ガンダム U.C. ENGAGE（2021年 - 2022年、カイ・シデン）

2022年
- 機動戦隊アイアンサーガ（篠原遊馬）
- 機動戦士ガンダム アーセナルベース（カイ・シデン）
- ライブアライブ（マッド・ドッグ）
- SDガンダム バトルアライアンス（カイ・シデン）
- パズル&ドラゴンズ（ポートガス・D・エース）
- ドラゴンクエストX オフライン（ナブレット団長）

2023年
- ONE PIECE ODYSSEY（ポートガス・D・エース）

2024年
- ドラゴンクエストX 未来への扉とまどろみの少女 オンライン（ナブレット団長）

### 吹き替え

#### 担当俳優
ビリー・クリスタル
- アナライズ・ミー（ベン・ソベル）※テレビ朝日版
- かぞくモメはじめました（アーティ・デッカー）
- 彼と彼女の第2章（ミッキー・ゴードン）
- シティ・スリッカーズ（ミッチ・ロビンス）※テレビ東京版
- スモール・アパートメント ワケアリ物件の隣人たち（バート・ウォルナット）

#### 映画
- アイアンマン（インセン〈ショーン・トーブ〉）※テレビ朝日版
- アイス・ストーム（ベン・フッド〈ケヴィン・クライン〉）
- 愛と哀しみの果て（デニス〈ロバート・レッドフォード〉[219]）※ソフト版
- 愛に向って走れ（エディ・メイコン〈ジョン・シュナイダー〉）
- アニー（庭師）
- アメリカン・グラフィティ（スティーヴ・ボランダー〈ロン・ハワード〉）※フジテレビ版
- アリスのレストラン（アーロ・ガスリー）
- アンヴィル! 夢を諦めきれない男たち（スティーヴ・“リップス”・クドロー）
- 怒りを胸にふり返れ!（ダグ〈ジェフ・ブリッジス〉）
- インデペンデンス・デイ（トーマス・ホイットモア大統領〈ビル・プルマン〉[220]）※テレビ朝日版（日本語吹替完全版Blu-rayBOX収録）
- 宇宙の7人（シャド〈リチャード・トーマス〉）
- 栄光のル・マン（リッター）※フジテレビ版
- エイリアン2（ビショップ〈ランス・ヘンリクセン〉[221]）※DVDアルティメットエディション版
- エイリアン3（ビショップ〈ランス・ヘンリクセン〉）※DVDアルティメットエディション版
- SF巨大生物の島（ハーバート・ブラウン）※日本テレビ版
- SFバイオノイド
- 女デブゴン・強烈無敵の体潰し!!（チェン・ドウ〈ドニー・イェン〉）
- 風と共に去りぬ（ブレント・タールトン〈フレッド・グリーン〉）※日本テレビ旧録版
- カプリコン・1 ※機内上映版
- 華麗なる賭け ※TBS版
- 華麗なる変身（ジョージ・ジョーゲンセン〈ジョン・ハンセン〉）
- クロコダイル・ダンディー2（ルイス・リコ）※テレビ朝日版
- クライム・オブ・パッション（グレイディ〈ジョン・ローリン〉[222]）
- 原子力潜水艦浮上せず（フィリップス〈クリストファー・リーヴ〉）
- 倦怠（マルタン〈シャルル・ベルラン〉）
- ゴーストワールド（シーモア〈スティーヴ・ブシェミ〉）
- 個人教授（生徒A）※日本テレビ版
- コンペティション（ポール・ディートリック〈リチャード・ドレイファス〉）
- さよならミス・ワイコフ（レイフ・コリンズ〈ジョン・ラファイエット〉）
- サンダーボルト（ライトフット〈ジェフ・ブリッジス〉）
- ジャイアント・ベビー（ウェイン・ザリンスキー博士〈リック・モラニス〉）
- ジャッキー・チェンの秘龍拳/少林門（ゾロ〈ヤン・ウェイ〉）
- 13日の金曜日（ネッド）
- 13日の金曜日 PART2（テッド）※日本テレビ版
- ジョーズ（マット・フーパー〈リチャード・ドレイファス〉[223]）※TBS版
- ショーン・コネリー/盗聴作戦（ザ・キッド〈クリストファー・ウォーケン〉[224]）
- 少林寺武者房（ファンウー〈チェン・シャオシュー〉）
- ジョン・レノンの 僕の戦争（グリップウィード〈ジョン・レノン〉）
- シンデレラ・リバティー/かぎりなき愛
- スーパーガール（ジミー・オルセン〈マーク・マクルーア〉）
- シェナンドー河（ジョン・アンダーソン〈ジム・マクマラン〉）
- スタートレック（パベル・チェコフ〈ウォルター・ケーニッヒ〉）※テレビ朝日版
- スピード（ハリー〈ジェフ・ダニエルズ〉）※テレビ朝日版
- スリーメン&ベビー（ミッシェル〈スティーヴ・グッテンバーグ〉）
- 西部悪人伝（将校）
- ゼンダ城の虜（ルドルフ王、ルドルフ皇太子、シド・フリューイン〈ピーター・セラーズ〉）※テレビ版
- 続・青い体験
- 卒業（カール）※TBS版
- 大逆転（ルイス・ウィンソープ〈ダン・エイクロイド〉）
- 大追跡サバイバル・ロード（ミード〈トリート・ウィリアムズ〉）
- タイムマスター/アラジンの秘宝（ジニー〈テイラー・ネグロン〉）
- 007 ワールド・イズ・ノット・イナフ（レナード〈ロバート・カーライル〉[225]）※テレビ朝日版
- 超能力学園Z（ペイトン・ニコルス[226]）
- デーヴ（デーヴ・コーヴィック / ビル・ミッチェル大統領〈ケヴィン・クライン〉）※テレビ朝日版
- 動物と子供たちの詩（〈ビル・ムーニー〉[227]）
- バウンド（シーザー〈ジョー・パントリアーノ〉）※テレビ東京版
- 白銀の戦場 スターリングラード大攻防戦（ボジーチコ〈ウラジーミル・イワノフ〉）
- ハスラー2（ビンセント〈トム・クルーズ〉）※機内上映版
- バック・トゥ・ザ・フューチャー（ジョージ・マクフライ〈クリスピン・グローヴァー〉[228]）※テレビ朝日版
- バットマン フォーエヴァー（エドワード・ニグマ /リドラー〈ジム・キャリー〉）※テレビ朝日版
- 100万ドルの血斗（マイケル・マッキャンドルズ〈クリストファー・ミッチャム〉）
- ファーゴ（ジェリー・ランディガード〈ウィリアム・H・メイシー〉）※テレビ東京版
- ブラックジャック（ローリー・ゲインズ）※テレビ朝日版
- プロムナイト（アレックス・ハモンド）
- ベン（ウィラード〈ブルース・デイヴィソン〉）※テレビ朝日版
- 北斗の拳（シン〈コスタス・マンディロア〉[229]）
- ボクらのママに近づくな!2（チャック・ミッチェルJr〈ジョン・C・マッギンリー〉）
- 炎のランナー（エリック・リデル〈イアン・チャールソン〉）
- まぼろしの市街戦（アドルフ・ヒトラー伍長〈フィリップ・ド・ブロカ〉）
- 真夜中の処刑ゲーム（グース〈ジェフ・パスティル〉[230]）※テレビ朝日版（ソフト収録）
- 燃える昆虫軍団（ジェラルド・メトボーム〈リチャード・ギリランド〉[231]）
- モスキート爆撃隊 ※TBS版
- ラストエンペラー（戦犯収容所尋問官）
- 霊幻道士（モンチョイ〈リッキー・ホイ〉[232]）
- レッド・バロン（メイ）

#### テレビドラマ
- 愛と戦いの日々 ロマノフ王朝 大帝ピョートルの生涯（カール12世〈クリストフ・アイヒホルン〉）
- 悪魔の手ざわり #15（リーズ）
- 明日があるなら（ジェフ〈トム・ベレンジャー〉）
- インディ・ジョーンズ/若き日の大冒険（ゼイック〈エイドリアン・エドモンソン〉）
- エレメンタリー6 ホームズ&ワトソン in NY #9（ダドリー・ベケット〈チェルシー・ロス〉）
- 俺がハマーだ![233] シーズン2 #15（ジェリー・ヴァキューナ〈デイビー・ジョーンズ〉）
- 頑固じいさん孫3人（スティーブ）
- 刑事コジャックスペシャル「クライム80ニューヨーク暴行殺人麻薬事件」（ジーン・ウッドバリー）
- 刑事スタスキー&ハッチ シーズン1 #12（ビリー・デズモンド〈スティーヴン・マクハティ〉）
- ケインとアベル（マシュー・レスター）
- こちらブルームーン探偵社
  - シーズン2 #5（クラーク・グレイドン〈ロバート・ジョイ〉）
  - シーズン3 #5（マクドノヴァン神父〈ブラッド・ドゥーリフ〉）
- シドニー・シェルダンの明日があるなら（ジェフ〈トム・ベレンジャー〉）※テレビ東京版
- 白バイ野郎ジョン&パンチ（“パンチ”フランシス・ルエリン・パンチョレロ〈エリック・エストラーダ〉[234]）
- ターザンの大冒険（ジミー・ドーゴ）※NHK-BS2版
- 大草原の小さな家（アルマンゾ・ワイルダー〈ディーン・バトラー〉）
- 地上最強の美女たち!チャーリーズ・エンジェル
  - シーズン2 #10（ゲイリー）、#20（ハンク）
  - シーズン3 #9（ベン・アンダーソン）
- 地上最強の美女バイオニック・ジェミー
  - シーズン1 #10（フィリップス大尉）
  - シーズン2 #3
  - シーズン2 #4（ビル）
  - シーズン3 #12（マンゴ〈ヘンリーキンジ〉）
- チャタレイ夫人の恋人（クリフォード・チャタレイ卿〈ジェームズ・ウィルビー〉）
- 特捜刑事マイアミ・バイス
  - シーズン1 #10（サリー・アルヴァラード〈マイケル・マドセン〉）、#11（マーク・ジョーゲンソン・ジュニア）
  - シーズン4 #13（バリー・ブルーム）
- 特別狙撃隊S.W.A.T. シーズン1 #2（クレイグ・ヒューストン）、#12（アーリー）
- ハローアインシュタイン 遥かなる宇宙へのメッセージ ※日本テレビ版
- フェーム・青春の旅立ち（ブルーノ・マーテリ〈リー・キュレーリ〉）
- モンスターズ シーズン1 #22（クランシー〈クリス・ノース〉）
- モンティ・パイソン（テリー・ギリアム）
  - 空飛ぶモンティ・パイソン
  - モンティ・パイソン・アンド・ナウ
  - モンティ・パイソン・アンド・ホーリー・グレイル[235]
  - モンティ・パイソン/ライフ・オブ・ブライアン[236]
- 600万ドルの男（サカリ大佐〈エリック・エストラーダ〉）
- 私はラブ・リーガル #8（ブランドン・サープ〈グレゴリー・ハリソン〉）

#### アニメ
- アンツ（Z〈声：ウディ・アレン〉）
- ウォーターシップダウンのうさぎたち（ヘイズル）
- スター・ウォーズ ドロイドの大冒険（ジャン・トシュ）※VHS版
- タンタンと名犬シローの大冒険・危機一髪海賊軍団ぜん滅（タンタン）
- ディズニー各作品（パンチート）
  - 三人の騎士 ※歌は藤島新。
  - ハウス・オブ・マウス（クスコ）
  - ミニーのリボンショー
  - ミッキーマウス!
  - ミッキーマウスとロードレーサーズ
- ディック・トレイシー（ボヤキ警部）
- プレーンズ2/ファイアー&レスキュー（番組ナレーション[237]）
- ロボッツ（ハーブ・コッパーボトム〈声：スタンリー・トゥッチ〉）

#### 人形劇
- サンダーバード 劇場版（ブラッド・ニューマン）※民放テレビ版
- サンダーバード6号（アラン・トレーシー）※民放テレビ版
- セサミストリート（ボブ〈ボブ・マグラス〉）※スペシャル版
  - 美術館へ行こう〜メトロポリタン美術館のセサミストリート〜
  - セサミストリート: 世界の国からハッピーニューイヤー
  - エルモのクリスマス
- フラグルロック
- マペット・ショー

### 特撮
1973年
- ジャンボーグA（スクラップ屋、PAT基地の報告の声）

1976年
- プロレスの星 アステカイザー（実況アナウンサー、ナレーション）

1978年
- 恐竜戦隊コセイドン（ナレーション）

1979年
- ウルトラ6兄弟VS怪獣軍団（ウルトラマンの声）

1980年
- Xボンバー（銀河シローの声）

1998年
- テツワン探偵ロボタック（タッカードの声）
- テツワン探偵ロボタック&カブタック 不思議の国の大冒険（タッカードの声）

2003年
- 爆竜戦隊アバレンジャー DELUXE アバレサマーはキンキン中!（ガルヴィディの声）

2004年
- 特捜戦隊デカレンジャー（ナレーション）
- 特捜戦隊デカレンジャー THE MOVIE フルブラスト・アクション（ナレーション）

2005年
- 特捜戦隊デカレンジャーVSアバレンジャー（ナレーション）

2012年
- 仮面ライダーウィザード（ワイズマンの声）
- 仮面ライダー×仮面ライダー ウィザード&フォーゼ MOVIE大戦アルティメイタム（ワイズマンの声）

2014年
- THE NEXT GENERATION -パトレイバー- 大怪獣現わる 前編（本人役）

2015年
- 特捜戦隊デカレンジャー 10 YEARS AFTER（ナレーター）

2024年
- 特捜戦隊デカレンジャーwithトンボオージャー（ナレーター）
- 特捜戦隊デカレンジャー 20th ファイヤーボール・ブースター（ナレーター）

### テレビ番組
- NHK教育 くらし探偵団（トンチャク）
- NHK総合 週刊こどもニュース（ピントくん）
- 朝のホットライン「特集・声優が危ない」 永井一郎とともにスタジオ出演（1988年頃、TBS）
- トリビアの泉 〜素晴らしきムダ知識〜（2006年5月31日、フジテレビ）
- 笑っていいとも!（2008年4月8日、フジテレビ）
- 2時っチャオ! 妻の柿沼紫乃とともに「有名人お宅訪問」に出演（2008年6月6日、TBS）
- 上田ちゃんネル 24時間くらいTV!!（2008年11月30日、テレ朝チャンネル）
- ゆうどきネットワーク「あのときを忘れない」（2010年10月8日、NHK総合）
- 趣味どきっ!「一声入魂!アニメ声優塾」[243]第8回講師（2015年9月22日、NHK Eテレ）
- 満喫!とちぎ日和（2016年 - 月1回出演、とちぎテレビ）
- とちぎテレビ 太平命（おおひらのみこと） - 太平山の神様
- おはスタ おはスタ調査隊コーナー（2020年 - 2021年、テレビ東京）[244]

### ラジオ
- 青春アドベンチャー夏への扉（ダニエル・ブーン・デイヴィス）
- TBSラジオ アニメシティ
- 青山二丁目劇場（2代目支配人〈パーソナリティ〉、2014年 - ）
- ロードモバイルpresents古川登志夫・桟夏音のアニラジドリーム（2018年、文化放送）
- 古川登志夫と平野文のオールナイトニッポンGOLD（ニッポン放送、2015年4月3日）
- 古川登志夫と平野文のレジェンドナイト（ニッポン放送、2015年9月20日）
- 永遠のポップス 〜メロディーズ・リンガー・オン〜（エフエム東京）
- 東京REMIX族（コーナーナレーション）
- 聖教新聞ラジオCM（ナレーション）
- サイボーグ009誕生編（008 / ピュンマ）
- リング（浅川透）

### CM
- ジャレコ『シティコネクション』
- ジャレコ『忍者じゃじゃ丸くん』
- 藤沢薬品工業『オイラックス』
- 日本ヴイックス『クレアラシル』
- コダック『ディスクカメラ』
- ヤマト運輸『クロネコヤマトの宅急便』（平野文と共演）
- Jウイング『あにまるぶりーだー/でぃのぶりーだー』
- Jウイング『あにまるぶりーだー/でぃのぶりーだー2』
- Jウイング『ジョッキーゼロ』
- チュンソフト『トルネコの大冒険 不思議のダンジョン』
- バンダイナムコゲームス『スーパーロボット大戦Operation Extend』（PVも兼任）
- バンプレスト『スーパーロボット大戦GC』
- セガ 『ソニック・ザ・ヘッジホッグ』（ソニック）
- セガ『メガドライブ+1』
- カプコン『超魔界村』
- セガ『バトル4WD（ばとるよんく）』
- 任天堂『テトリスフラッシュ』
- 任天堂『マリオパーティアドバンス』
- ソルマック『イブクロ編』（釣りバカ日誌のアニメキャラとして出演）（大鵬製薬）
- SDガンダム BB戦士CM 超機動大将軍編（號斗丸、ナレーション）
- はごろもフーズ『シーチキンチキン』WebCM（2019年、まぐろ[245] / 2020年、マグロラ、チキンNo.2245[246]）

### ドラマCD
- 悪魔くん バラエティワールド 見えない学校 悪魔教室（メフィスト二世）
- アニメイトCDコレクション サイバーボッツ（Dr.シュタイン）
- インフェリウス惑星戦史外伝 CONDITION GREEN（ケルク・バートン）
- 機動戦士ガンダムNT Blu-ray特典ドラマCD「獅子の帰還」（カイ・シデン[247]）
- クロックタワー3 予兆編 / 覚醒編（ディック・ハミルトン）
- CDドラマコレクションズ 三國志（龐統士元）
- ドラゴンボールZ ヒット曲集 8 キャラクターズ・スペシャル2
- メタルギアソリッド（アレン・イイシバ軍曹）

### 朗読・オーディオブック
- 銀河英雄伝説 外伝 ユリアンのイゼルローン日記（オリビエ・ポプラン）
- 10月2日を過ぎても（「Genesis 一万年の午後 創元日本SFアンソロジー」より）（朗読）

### ナレーション
- テレビ東京 Do!スポーツ（2代目ナレーター）1983年頃
- テレビ朝日 もしものシミュレーションバラエティー お試しかっ!2012年10月1日放送 3時間SP・帰れま10対決
- TBS 突然バラエティー速報!!COUNT DOWN100（オープニングナレーション）1992年
- TBS 世界衝撃映像100連発 カメラが見た劇的瞬間
- フジテレビ タイム3 1992年
- 日本テレビ TVおじゃマンモス[15]
- NHK教育 NHK高校講座理科総合A・B
- テレ朝チャンネル 本気釣り
- フジテレビ 脳内エステ IQサプリ 2008年9月20日まで
- フジテレビ まるまるちびまる子ちゃん（バラエティパートナレーター）
- 文化放送 玉川美沙 たまなび（「情報戦隊たまレンジャー」オープニング&エンディングナレーション）
- PSTV（SCEのPlayStation 3デモ機）のナレーション
- とちぎテレビ とちぎブランド情報番組 栃木のきらめき
- NHK BSプレミアム にっぽん釣りの旅
- フジテレビ ドリフ大爆笑 加トちゃんケンちゃん光子ちゃんスペシャル（2013年11月12日）
- フジテレビ ドリフのクリスマスプレゼント'85（1985年12月20日）
- テレビ朝日 タカアンドトシの道路バラエティ!? バスドラ 声優たちの同窓CAR（2015年5月26日）
- わがまま!気まま!旅気分山形おんな二人旅（第21弾2017年まで、さくらんぼテレビ フジテレビ系列）
- SHOPPING TV
- ウルトラマン・ウルトラスーパーダイジェスト （DVD）
- NHK BSプレミアム にっぽん百名山スペシャル（2017年8月11日）
- ナショナルジオグラフィックチャンネル 潜入!巨大空母アイゼンハワー 特別版（2018年10月23日）[248]
- テレビ東京 えいがのおそ松さん 本編冒頭限界までお見せします（2019年3月27日）
- BSテレ東 レモンサワーでごちそうさま！

### 音声ガイド
- 東京国立博物館「対決 巨匠たちの日本美術」音声ガイド（雪村）
- 燈の守り人 灯台音声ガイド 高知県室戸市 室戸岬灯台（2022年、ナビゲーター）[249]

### パチンコ・パチスロ
- サミー:「北斗の拳」「北斗の拳SE（スペシャルエディション）」（パチスロ。シン）
- サミー:「CR北斗の拳 伝承」「CR北斗の拳 強敵（とも）」（パチンコ。シン）

### 玩具
- 特捜戦隊デカレンジャー SPライセンス（2017年10月）
- 特捜戦隊デカレンジャー SPライセンス（ファイヤースクワッドver.）（2017年10月）
- 特捜戦隊デカレンジャー マスターライセンス（2017年12月）

### その他コンテンツ
- 東京ディズニーリゾート
  - 東京ディズニーランド
    - パン・ギャラクティック・ピザ・ポート（料理の人）
    - レッツ・パーティグラ!（パンチート）

  - 東京ディズニーシー
    - ミニーのトロピカルスプラッシュ（パンチート）
- 進研ゼミ小学講座（ブンにいちゃん〈中村文一〉）
- わくわくソニックパトカー（ソニック・ザ・ヘッジホッグ）
- 毎日放送 ど人生（『流転の男』『ヒヤヒヤする男』[250]）
- ファ見る! 2008年9月号の諜報員（ピッコロ、カイ・シデンの声）
- アニマックス 機動戦士ガンダム30周年記念 みんなのガンダム 完全版（本人出演）
- メ〜テレ プリンセス アプリ（アプリの妖精タッチン）
- 古川登志夫と平野文のオールナイトニッポンモバイル Radital（2015年3月27日 - 毎週金曜日配信中）
- Beeマンガ グラップラー刃牙（鎬紅葉）
- YouTube トピオの麦わらステーション[251]
- 燈の守り人～幻想夜話～（室戸岬灯台）[249]）

## ディスコグラフィ

### シングル
- HEARTへようこそ（キング K06S-3018、1981年）
- オールディーズ・ラヴ（キング K07S-196、1981年）
  - アルバム「Time Wave」（キング K25A-186、1981年）からのシングルカット
- カリフォルニア・サンセット（RCA RPS54、1981年）田中秀幸＆古川登志夫
  - アルバム「"CHiPs" 白バイ野郎ジョン&パンチ」（RCA RPL8108、1981年）にも収録
- 青葉青助 ザ・根性（コロンビア CK-660、1982年）B面曲
  - アルバム「Theかぼちゃワイン ベストヒット曲集」（コロンビア CQ-7073、1982年）にも収録
- スリーピィな気分だぜ（コロンビア CK-685、1983年）古川登志夫＆スカッシュ
- Pumpkin Night（コロンビア CK-693、1983年）古川登志夫・横沢啓子
- シャバダバだけど（キャニオン 6G0053、1984年）
- Hey, ミスター・バイク!（ワーナー L-1714、1985年）古川登志夫＆太川陽介

### アルバム
- Time Wave（キング K25A-186、1981年）
- Shining Wave/Toshio II（キング K25A-273、1982年）
- Heartful Wave（キング K25A-423、1983年）
- Topio（キャニオン C25G0352、1984年）
- Image（キャニオン C28G0388、1985年）

### ベストミニアルバム
- I LOVE EXCITING MINI（キング K20A-599、1984年）

### その他のディスコグラフィ
- ペンギン村の仲間たち
  - アルバム「Dr.スランプ アラレちゃん全曲集」（コロンビア COCX-32371、2003年）に収録
- 春助ロンリーナイト
  - アルバム「Theかぼちゃワイン ベストヒット曲集」（コロンビア CQ-7073、1982年）に収録
- リュックマンのテーマ
  - アルバム「とんがり帽子のメモル SONG & MUSIC コレクション」（コロンビア COCX-33339-40、2005年）に収録
- 立ち食いの歌
- 必殺!学園便利屋ボーイズ
- 口笛の気持ち・ピッコロ編
- Living Fire
  - ポートガス・D・エース（古川登志夫）
- Save My Heart
  - ポートガス・D・エース（古川登志夫）

## 著作
- 『劇薬処方箋 声優・古川登志夫の演劇的自伝エッセー』、カモミール社、2002年、ISBN 4-907775-21-0
- 『古川登志夫戯曲集1 麒麟』、『2 天馬』、『3 テレスコープ』 カモミール社、1995年 - 2006年